# Florent Trochel
Florent Trochel est un auteur, metteur en scène et réalisateur français.

## Biographie
Plasticien de formation, il s'oriente progressivement vers la création vidéo, la mise en scène et la réalisation de films.
En 2005, il est en résidence de création au Cube où il crée l'environnement interactif intitulé Dompteur de Nuages. Admis au Fresnoy - Studio national des arts contemporains, en 2006 et 2007, il y réalise les courts-métrages Scenarri et Red Crab in the landscape, ainsi qu'une version spectacle multimédia de Red Crab co-produit par la Fondation Royaumont. En 2008-2009, il réalise le moyen-métrage Les Enfants de Pinocchio, mêlant des acteurs professionnels et les habitants d'un quartier de banlieue parisienne.
En 2009-2010, il impulse la création de Hana San Studio dont il est le directeur artistique. Réunissant selon les projets des acteurs, des programmeurs informatiques et des chanteurs lyriques, des compositeurs ou des techniciens du spectacle et du cinéma, Hana San Studio accompagne aussi le développement des projets de Marie Piemontese, comédienne, auteure et metteur en scène de Phèdre le matin et de Qui déplace le Soleil.
De 2012 à 2014, Artiste associé à MA scène nationale - Pays de Montbéliard, il y développe ses créations et participe à plusieurs projets notamment au sein du pôle Ars Numerica. Florent Trochel et la Compagnie Hana San Studio ont également bénéficié du soutien de plusieurs institutions comme le Dicream - Ministère de la Culture et de la communication, CNC, CNL, la Drac Île-de-France, Arcadi, La Mairie de Paris, La Chartreuse - Centre national des Écritures du spectacle pour le développement de leurs créations qui ont été diffusées notamment à La Ferme du Buisson - Scène Nationale, Le Théâtre Paris-Villette, Le manège.Mons/CECN en Belgique, MA scène nationale - Pays de Montbéliard, La Manufacture d'Avignon et la Chartreuse lors du Festival d'Avignon 2011, le Théâtre Brétigny, Le Théâtre Pablo Picasso, LUX - Scène Nationale de Valence.
En 2014, il est lauréat du Prix des Techniciens du Théâtre de la Ville avec la performance intitulée Le Vent reconnaîtra la pointure de mes pieds présentée au Théâtre de la Ville (Paris) pour Danse Elargie 2014.
De 2015 à 2017, il est associé à La Commanderie, en tant qu'artiste d'arts visuels. Il y conçoit plusieurs expositions : Manifester contre la pesanteur, Les Témoins [1] et Spectacle permanent. Il y reprends aussi les performances Le Vent reconnaîtra la pointure de mes pieds et Live Text.
En 2019-2020, il est en résidence à Radio France avec Marie Piemontese pour Hana San Studio. Ils y mettent en scène plusieurs concerts-spectacles en lien avec des musiciens de L'Orchestre Philharmonique et de L'Orchestre National de Radio France.
Parallèlement au travail qu'il mène avec sa compagnie, Florent Trochel réalise des recréations de spectacles et des captations pour la chaîne de télévision Arte ou pour France Télévisions, comme Pinocchio d'après la pièce de Joël Pommerat en 2010, Blanche-Neige d'après la pièce de Nicolas Liautard et La Vieille et la Bête d'après la pièce de Ilka Schönbein, en 2011 ou Cendrillon d'après la pièce Joël Pommerat en 2012.

## Textes et mises en scène

### Mises en scène
- 2005 : Japan Corpus Fragilis[10](Forme Brève). Film et mise en scène, Florent Trochel - Musique : Fred Costa - Interprétation chorégraphique : Satchie Noro
- 2007 : Red Crab in the Landscape, Spectacle Multimédia. Film, Texte et Mise en scène de Florent Trochel - Musique : Sebastian Rivas - Interprétation : Jean-Jacques Simonian (Scène), Raoul Fernandez, Pomme Bourcart, Akihiro Nishida (Film)[11]
- 2011 : Démangeaisons de l'oracle, Spectacle hybride. Film, Texte et Mise en scène de Florent Trochel - Musique : Olivier Mellano - Interprétation : Hugues Dangréaux, Jean-Jacques-Simonian, Fleur Sulmont (Scène), Marie Piemontese, Emmanuel Matte, Sylvain Julien et les acteurs sur scène (Film)[12],[13]
- 2013 : Montagne 42, Spectacle hybride. Film, Texte et Mise en scène de Florent Trochel - Musique : Olivier Mellano - Interprétation : Hugues Dangréaux, Léna Dangréaux, Pierre Grammont, Adèle Jayle, avec la participation de Marie Piemontese[14].
- 2013 : Trois Bonheurs - 1re version, forme courte. Texte et mise en scène : Florent Trochel - Interprétation : Léna Dangréaux, Hugues Dangréaux, création pour le Festival Green Days[15]
- 2014 : Live Text, Performance. Écriture en live : Florent Trochel - Interprétation : Marie Piemontese - Musique en live : Olivier Mellano
- 2014 : Le vent reconnaitra la pointure de mes pieds, Performance. Lauréat du Prix des Techniciens du Théâtre de la Ville - Danse Elargie 2014 [16]- Conception : Florent Trochel - Interprétation : Marie Piemontese, Hugues Dangréaux, Léna Dangréaux, Pierre Grammont - Musique : Olivier Mellano
- 2016 : Nourrir la Lune, Texte et mise en scène de Florent Trochel – Musique live : Olivier Mellano – Interprétation : Jonathan Couzinié, Hugues Dangréaux, Shams Elkaroui[17]
- 2018, Le Petit Ramoneur, Opéra de Benjamin Britten, co-mise en scène avec Marie Piemontese, à l'Auditorium de Radio France[18].
- 2019, Les Messages d'amour finiront bien par arriver, de Marie Piemontese, co-mise en scène avec Marie Piemontese, Théâtre de l'Odéon pour Adolescences et Territoire(s) n°7[19] .
- 2021, La Belle au bois dormant, texte et mise en scène de Florent Trochel et Marie Piemontese - Interprétation : Lucie Brandsma, Saadia Bentaïeb, Ludmilla Dabo, avec des musiciens de l'orchestre national de France, création. au studio 104 de Radio France[20].

### Textes pour le théâtre
- 2007 : Red Crab in the Landscape
- 2011 : Démangeaisons de l'oracle[21]
- 2013 : Montagne 42[22]
- 2013 : Trois Bonheurs[15]
- 2014 : Live Text
- 2016 : Nourrir la Lune (publié aux éditions Les Xérographes[23] )
- 2021 : Fables (1), co-écrit avec Marie Piemontese[24]
- 2021 : La Belle au Bois dormant, co-écrit avec Marie Piemontese[20]
- 2022 : Ludwig, l'enfant qui voulait parler avec le vent, co-écrit avec Marie Piemontese[25]
- 2023 : Fables (2), co-écrit avec Marie Piemontese[26]
- 2023 : Le Petit Poucet, co-écrit avec Marie Piemontese[27]

## Films

### Cinéma et vidéo
- 2004: Totem, vidéo expérimentale, 3 min, DV.
- 2006 : Scenarii, fiction, court-métrage, 15 min, S16 / 35 mm[28].
- 2007 : Red crab in the landscape, court-métrage, 17 min, HD[29].
- 2008 : Du conte au théâtre, Avec la Compagnie Louis Brouillard - Joël Pommerat, documentaire, 120 min, DVD - collection Entrer en Théâtre.
- 2009 : Les Enfants de Pinocchio, fiction, moyen-métrage, 55 min, HD[30].
- 2010 : Intérieur Bleu-Vert, vidéo expérimentale, 6 min, DV.
- 2014 : Clip vidéo expérimentale pour la chanson We are the fuse - Album Mellanoisescape de Olivier Mellano, 04 min, HDV.

### Télévision
- 2010 : Pinocchio d'après la pièce Joël Pommerat, recréation de spectacle TV, 80 min, HD[31].
- 2011 : La Vieille et la Bête d'après la pièce de Ilka Schönbein, recréation TV, 60 min, HD.
- 2011 : Blanche Neige d'après la pièce de Nicolas Liautard, recréation TV, 75 min, HD[32].
- 2012 : Cendrillon d'après la pièce de Joël Pommerat, recréation TV, 90 min, HD[33].

## Collaborations artistiques
- 2006 : Volubilis, Satchie Noro / Compagnie Furinkaï. Florent Trochel a réalisé la création vidéo de ce spectacle chorégraphique.
- 2008 : Je tremble (2) de Joël Pommerat. Florent Trochel a réalisé la création vidéo pour ce spectacle[34].
- 2008 : Amphitryon mis en scène par Berangère Jannelle. Florent Trochel a réalisé la création vidéo de ce spectacle.

## Expositions
- 2002: Madinina Workshop, Martinique.
- 2003 : Camera/Anticamera, Institut Goethe, 50e Biennale, Venise, Italie.
- 2003 : Traversée en suspens, exposition Franco-brésilienne, École des beaux-arts/UFMG, Belo Horizonte, Brésil
- 2004 :  Double jeu - Rencontre des arts numériques et des arts du cirque, Académie Fratellini, Paris, France
- 2004 : Jouable, École nationale supérieure des arts décoratifs, Paris, France.
- 2004 : Nuit Blanche 2004, Dazibao D'images, curateur : Hou Hanru, Paris, France.
- 2005 : Premier Contact, Le Cube, Issy-les-Moulineaux, France.
- 2006 : Notre Meilleur Monde - Panorama 7, curateur : Philippe Dagen, Tourcoing, France[35].
- 2007 : Présumés Coupables - Panorama 8, curateur : Dominique Païni, Tourcoing, France[35].
- 2007 : Territoire de L'image, Le Fresnoy : 10 ans de création, curateur : Madeleine Van Doren, Tourcoing, France[35].
- 2008 : Studio, Galerie Les Filles du Calvaire, curateur : Madeleine Van Doren, Paris, France.
- 2008 : Dans la nuit, des images, Grand Palais, curateur : Alain Fleischer, Paris, France[35].

## Catalogues
- 2006 : Notre Meilleur Monde - Panorama 7
- 2007 : Présumés Coupables - Panorama 8
- 2007 : Territoires de l'image - exposition collective
- 2008 : La Toile et L'Écran - Musée du Jeu de Paume - CulturesFrance - Le Fresnoy
- 2006 : 30e Mostra internationale de cinéma de Sao Paulo
- 2009 : Premiers Plans, Festival international de film d'Angers